# Rio Haryanto
Rio Haryanto (* 22. ledna 1993 Surakarta, Indonésie) je automobilový závodník, bývalý jezdec Formule 1. V roce 2012 závodil v GP2 Series. V roce 2016 závodil ve Formuli 1 za tým Manor Motorsport po boku Pascala Wehrleina. Tým Manor se v roce 2017 již závodů nezúčastnil a jelikož ani jiný tým o Ria zájem neměl, už ve Formuli 1 nezávodí.

## Kompletní výsledky ve Formuli 1
| Legenda k tabulce | Legenda k tabulce                                                                       |
| Barva             | Výsledek                                                                                |
| ----------------- | --------------------------------------------------------------------------------------- |
| Zlatá             | Vítěz                                                                                   |
| Stříbrná          | 2. místo                                                                                |
| Bronzová          | 3. místo                                                                                |
| Zelená            | Bodované umístění                                                                       |
| Modrá             | Nebodované umístění                                                                     |
| Modrá             | Dokončil neklasifikován (NC)                                                            |
| Fialová           | Odstoupil (Ret)                                                                         |
| Červená           | Nekvalifikoval se (DNQ)                                                                 |
| Červená           | Nepředkvalifikoval se (DNPQ)                                                            |
| Černá             | Diskvalifikován (DSQ)                                                                   |
| Bílá              | Nestartoval (DNS)                                                                       |
| Bílá              | Závod zrušen (C)                                                                        |
| Světle modrá      | Pouze trénoval (PO)                                                                     |
| Světle modrá      | Páteční testovací jezdec (TD)                                                           |
| Bez barvy         | Netrénoval (DNP)                                                                        |
| Bez barvy         | Vyřazen (EX)                                                                            |
| Bez barvy         | Nepřijel (DNA)                                                                          |
| Bez barvy         | Odvolal účast (WD)                                                                      |
| Bez barvy         | Nezúčastnil se (prázdné)                                                                |
| Označení          | Význam                                                                                  |
| Tučnost           | Pole position                                                                           |
| Kurzíva           | Nejrychlejší kolo                                                                       |
| †                 | Jezdec nedojel do cíle, ale byl klasifikován, protože odjel více než 90 % délky závodu. |
| ‡                 | Byl udělován poloviční počet bodů, protože bylo odjeto méně než 75 % délky závodu.      |
| Horní index       | Umístění bodujících jezdců ve sprintu                                                   |

| Rok  | Tým              | Šasi        | Motor           | 1       | 2      | 3      | 4       | 5      | 6      | 7      | 8      | 9      | 10      | 11     | 12     | 13  | 14  | 15  | 16  | 17  | 18  | 19  | 20  | 21  | Body | Umístění  |
| ---- | ---------------- | ----------- | --------------- | ------- | ------ | ------ | ------- | ------ | ------ | ------ | ------ | ------ | ------- | ------ | ------ | --- | --- | --- | --- | --- | --- | --- | --- | --- | ---- | --------- |
| 2016 | Manor Racing MRT | Manor MRT05 | Mercedes PU106C | AUS Ret | BHR 17 | CHN 21 | RUS Ret | ESP 17 | MON 15 | CAN 19 | EUR 18 | AUT 16 | GBR Ret | HUN 21 | GER 20 | BEL | ITA | SIN | MAL | JPN | USA | MEX | BRA | ABU | 0    | 24. místo |